# De Beer (natuurgebied)

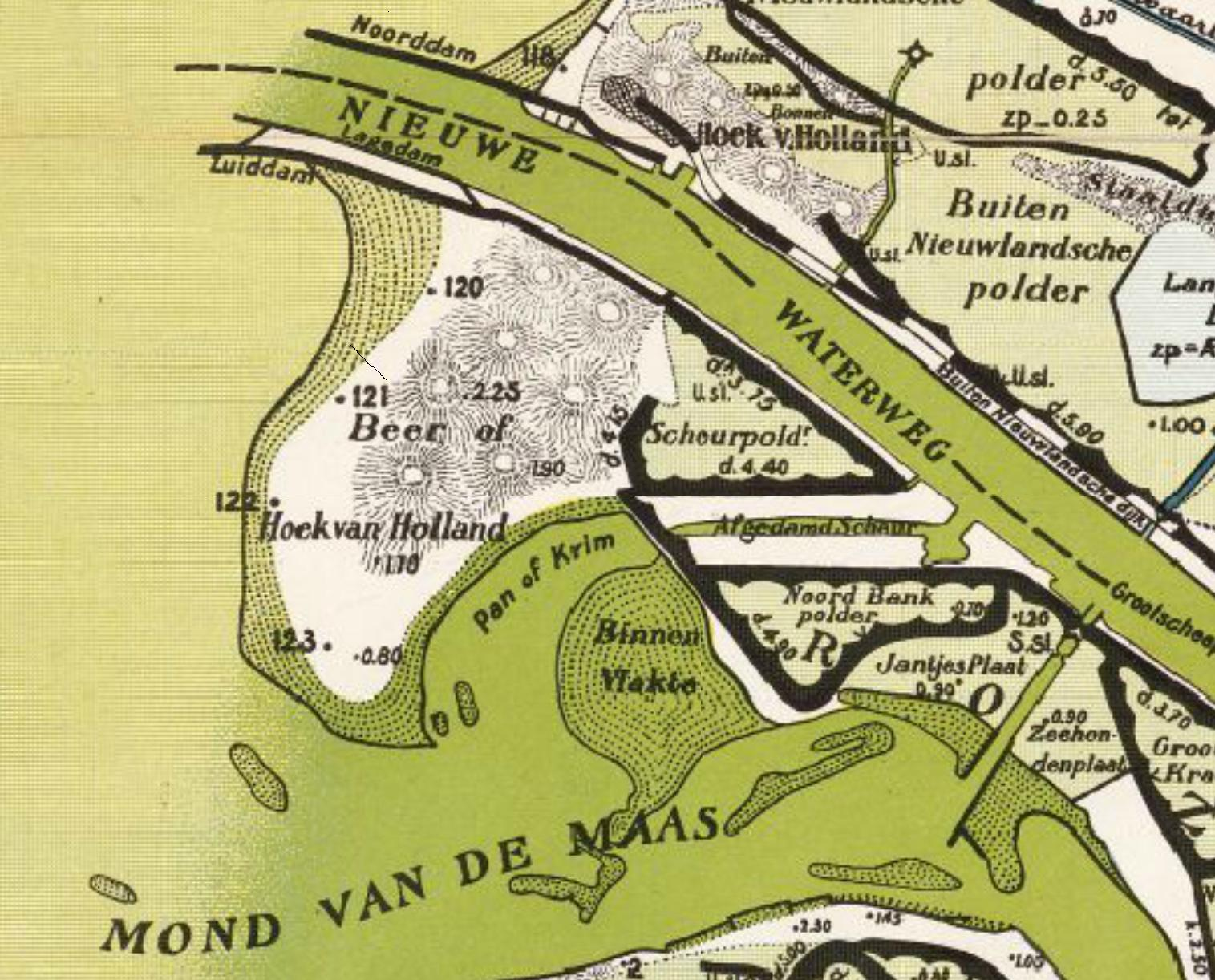
De Beer ca 1910

Het kroondomein De Beer, later vogelreservaat De Beer of ook wel  vogeleiland De Beer genoemd, was een strandvlakte waarop plaatselijk een onderbroken lage duinenrij met struikgewas en elders rietmoeras tot ontwikkeling was gekomen. Het lag ten noorden van de Maasmonding aan de Hollandse kust. Van oudsher stond dit gebied ook bekend als de Hoek van Holland.
Door de aanleg van de Nieuwe Waterweg in 1872 werd het gebied afgesneden van het vasteland van Zuid-Holland en toegevoegd aan het eiland Rozenburg. In 1935 werd het 1300 hectare grote natuurgebied door de Nederlandse staat in beheer gegeven aan de stichting De Beer. Er broedden vele kust- en zeevogels. Bijzonder was de aanwezigheid van een broedkolonie van de grote stern. In de nazomer was de doortrekkende morinelplevier op het groene strand van De Beer een bekende en beroemde gast.
In de Tweede Wereldoorlog werd bijna 400 hectare uniek getijdengebied ingepolderd. Door de Duitse bezetter werden in het kader van de Atlantikwall op zeer grote schaal betonnen verdedigingswerken aangelegd. Na 1945 vestigde de Nederlandse krijgsmacht er een legerplaats in reeds aanwezige barakken en ook veel andere installaties bleven in militair gebruik. Prins Bernhard kwam graag op De Beer om er met zijn vrienden de drijfjacht te beoefenen. Die situatie veranderde in 1964 toen ter plaatse een groot deel van Europoort werd aangelegd. Niet alleen de militairen en de jagers verdwenen, ook de bunkers, de duinen en de moerassen moesten plaats maken voor havens, olie-opslagtanks en chemische industrie. Voor het vogelreservaat betekende dit het definitieve einde. Het deel van Europoort met de naam Beerkanaal ligt ongeveer op de plaats van het vroegere natuurgebied. Aan de westzijde van de monding van dit kanaal ligt het Beereiland.